# Пашнин, Дмитрий Софронович
Дмитрий Софронович Пашнин (ок.1692, д. Сугояк, Теченская слобода, Окуневский дистрикт, Исетская провинция — после 1748, заимка Большая Пашнина, Миасская крепость, Исетская провинция, Оренбургская губерния) — комиссар Челябинской крепости (1745), казачий старшина Миасской крепости (1746-1748), хозяйственный руководитель и общественный деятель. Основатель деревни Пашнино 1-е.

## Биография
Родился в деревне Сугояк, Теченской слободы, в крестьянской семье Софрона Ивановича Пашнина не ранее 1689 года.
В 1740 году записался казаком в Миасской крепости, принимал в казаки его господин майор Дурасов. Также с ним приехали два его родственника (вероятно, двоюродные братья) Сидор и Фёдор Агафоновичи Пашнины.
В 1745 году упоминается как: «Челябинской крепости комиссар Пашнин», при нем стоял атаман Иван Севостьянов. Им было велено, из Исетской провинциальной канцелярии, организовать ежегодный поход жителей крепости на исповедь. 
Заимел большое уважение и доверие казаков Миасской крепости, за что был избран в 1746 году казачьим старшиной. Помогал, назначенному из Исетской провинциальной канцелярии, комиссару Клементьеву. На него возлагались обязанности по защите горно-заводской зоны Южного Урала. Им были сформированы отряды казаков для защиты Каслинского завода от набегов, бушующих тогда, башкир. В 1747 он, вместе с казаками Миасской крепости, начал строительство первого, в Челябинске и округе, гостинного двора и лавок.
Не ранее 1744 года им было основано селение Пашнино-1 (на то время заимка Большая Пашнина). Об этом в своей книге «Благословен тот край» написал краевед Г. С. Пятков: «В XVIII в. на берег озера Сугояк приехал казак Пашнин и поселился здесь. Так появилась деревня Пашнино-1. У этого казака было три сына, все довольно крутого характера. Младший Кирилл поссорился со своими братьями и поселился отдельно от них. Так возникла деревня Пашнино-2 (она же Кириллово). После очередной ссоры средний брат сказал: „Уеду от вас подальше“. И уехал за сорок вёрст, на оз. Шахаркуль. Построился он там и стал жить. Так появилась деревня Пашнино-3».
Пашнино-2 было основано значительно позже, его младшим сыном Кириллом. Пашнино-3 было основано братьями Сидором Агафоновичем и Фёдором Агафоновичем Пашниными — родственниками Дмитрия. 
Умер Дмитрий Софронович после октября 1748 года. Фамилия Пашниных — самая частая фамилия казаков станицы Миасской, Оренбургского казачьего войска, и её посёлков.

## Семья
Жена Дарья Степановна (1697 — 11.12.1783). "Дарья Степанова дочь". Дети:
- Никита Дмитриевич (1715 – после 1748);
- Пётр Дмитриевич (1717 — после 1774), остался в крестьянах, жил в д. Карпино;
- Мария Дмитриевна (1723 — после 1740);
- Афанасий Дмитриевич (1728 — 18.12.1812);
- Василий Дмитриевич, в крещении также Афанасий (1732 — 14.01.1801);
- Неонилла Дмитриевна (1734 — после 1740);
- Кирилл Дмитриевич (1735 — 17.02.1779).

## Родословная
|        |        |        |        |                  |                  | Софрон Иванович Пашнин |                  |                  |                  |                  |                  |                  |                  |         |         |         |         |        |        |        |        |        |        |        |        |  |  |
|        |        |        |        |                  |                  |                        |                  |                  |                  |                  |                  |                  |                  |         |         |         |         |        |        |        |        |        |        |        |        |  |  |
|        |        |        |        |                  |                  |                        |                  |                  |                  |                  |                  |                  |                  |         |         |         |         |        |        |        |        |        |        |        |        |  |  |
|        |        |        |        |                  |                  |                        |                  |                  |                  |                  |                  |                  |                  |         |         |         |         |        |        |        |        |        |        |        |        |  |  |
|        |        |        |        | Дарья Степановна | Дарья Степановна | Дарья Степановна       | Дарья Степановна | Дарья Степановна | Дарья Степановна |                  |                  | Дмитрий          | Дмитрий          | Дмитрий | Дмитрий | Дмитрий | Дмитрий |        |        | Кузьма | Кузьма | Кузьма | Кузьма | Кузьма | Кузьма |  |  |
|        |        |        |        | Дарья Степановна | Дарья Степановна | Дарья Степановна       | Дарья Степановна | Дарья Степановна | Дарья Степановна |                  |                  | Дмитрий          | Дмитрий          | Дмитрий | Дмитрий | Дмитрий | Дмитрий |        |        | Кузьма | Кузьма | Кузьма | Кузьма | Кузьма | Кузьма |  |  |
|        |        |        |        |                  |                  |                        |                  |                  |                  |                  |                  |                  |                  |         |         |         |         |        |        |        |        |        |        |        |        |  |  |
|        |        |        |        |                  |                  |                        |                  |                  |                  |                  |                  |                  |                  |         |         |         |         |        |        |        |        |        |        |        |        |  |  |
| Никита | Никита | Никита | Никита | Никита           | Никита           |                        |                  | Афанасий, сотник | Афанасий, сотник | Афанасий, сотник | Афанасий, сотник | Афанасий, сотник | Афанасий, сотник |         |         | Кирилл  | Кирилл  | Кирилл | Кирилл | Кирилл | Кирилл |        |        |        |        |  |  |